# أوميرفال (باد كاليه)
أوميرفال، باد كاليه (بالفرنسية: Aumerval)‏ هي بلدية تقع في إقليم باد كاليه من منطقة نور با دو كاليه في شمال فرنسا. تبلغ مساحة هذه المدينة 3.42 (كم²)، وترتفع عن سطح البحر 132 م، يبلغ عدد سكانها 196 نسمة حسب إحصاء المعهد الوطني للإحصاء والدراسات الاقتصادية سنة 2009 م. وترأس Michel Crépin البلدية خلال فترة (2008-2014).